# Cleveland (Nova York)
Cleveland és una població del Comtat d'Oswego a l'Estat de Nova York. Segons el cens del 2000 tenia 758 habitants.

## Demografia
Segons el cens del 2000, Cleveland tenia 758 habitants, 277 habitatges, i 198 famílies. La densitat de població era de 259 habitants/km².
Dels 277 habitatges en un 38,3% hi vivien nens de menys de 18 anys, en un 56,3% hi vivien parelles casades, en un 10,5% dones solteres, i en un 28,5% no eren unitats familiars. En el 22% dels habitatges hi vivien persones soles el 5,4% de les quals corresponia a persones de 65 anys o més que vivien soles. El nombre mitjà de persones vivint en cada habitatge era de 2,74 i el nombre mitjà de persones que vivien en cada família era de 3,2.
Per edats la població es repartia de la següent manera: un 30,2% tenia menys de 18 anys, un 6,1% entre 18 i 24, un 31,9% entre 25 i 44, un 22,2% de 45 a 60 i un 9,6% 65 anys o més.
L'edat mediana era de 36 anys. Per cada 100 dones de 18 o més anys hi havia 108,3 homes.
La renda mediana per habitatge era de 32.313 $ i la renda mediana per família de 42.250 $. Els homes tenien una renda mediana de 30.739 $ mentre que les dones 21.985 $. La renda per capita de la població era de 15.366 $. Entorn del 9,6% de les famílies i el 12,4% de la població estaven per davall del llindar de pobresa.